# 인생은 나쁜X
<인생은 나쁜X>은 대한민국의 가수 비비의 2번째 EP로, 필굿뮤직을 통해 2021년 4월 28일에 발매되었다. 가온 앨범 차트 31위를 기록했다.

## 배경
비비는 BNT와의 인터뷰에서 음반의 제목을 <인생은 나쁜X>이라고 지은 이유를 밝혔다.
내겐 인생의 모든 것이 유혹처럼 다가왔다. 줄 듯 말 듯 나를 약 올리며 속을 알 수 없는 게 참 나쁜 년 같다는 생각이 들었다.

## 음악 및 가사
비비는 인생을 독성 관계에서 내적 갈등을 경험하는 것에 비유한다. 그는 "피리"에서 자신을 유기견에 빗대어 공의존적 관계의 해로움을 드러낸다. 우울한 가사와 달리 음악은 "오히려 밝은 느낌을 주는 편"으로, 트랩 기반의 반복적인 멜로디가 특징적이다. "Birthday cake"는 물방울이 떨어지는 소리로 슬픈 감정을 표현하고, "인생은 나쁜X"은 현악기를 적절히 배치하여 감정을 고조시킨다.

## 평가
<이즘>의 김도연 평론가는 음반에 5점 만점에 3점을 주었다. 그에 따르면, "비비는 짧은 시간 안에 자신의 이야기를 솔직하게 담아내 듣는 이의 공감을 끌어내려 노력한다. 현재 20대에게는 위로를, 앞으로 20대를 맞이할 이들에게는 힘든 순간을 극복할 수 있도록 조언이 되어줄 음반"이다.
<리드머>의 김효진 평론가는 5점 만점에 2.5점을 주었다. 그에 따르면, "비극의 보편성을 그려낸 지점이 흥미"롭다. 그러나 "이를 뒷받침하는 음악의 완성도가 부족하고, 곡 수마저 적다 보니 이야기가 확장되지도 못했다."

### 연말 목록
| 출판사             | 목록                                  | 순위 | 각주  |
| ------------------ | ------------------------------------- | ---- | ----- |
| <하퍼스 바자>      | 2021년 최고의 K팝 음반 15장           | 9    | [ 7 ] |
| <힙합DX>           | 2021년 최고의 아시아 음반 20장        | 빈칸 | [ 4 ] |
| <롤링 스톤 인디아> | 2021년 최고의 한국 힙합 R&B 음반 10장 | 7    | [ 1 ] |

## 곡 목록
전체 작사: 비비. 전체 작곡: 스티븐캐슬, 비비
| #            | 제목                | 작곡           | 재생 시간 |
| ------------ | ------------------- | -------------- | --------- |
| 1.           | 〈Umm... Life〉     |                | 2:11      |
| 2.           | 〈Bad Sad and Mad〉 | 배드애스개츠비 | 2:34      |
| 3.           | 〈피리〉            |                | 2:20      |
| 4.           | 〈Birthday Cake〉   |                | 2:16      |
| 5.           | 〈인생은 나쁜X〉    |                | 2:36      |
| 총 재생 시간 | 총 재생 시간        | 총 재생 시간   | 12:00     |

## 차트
| 차트 (2022)          | 최고 순위 |
| -------------------- | --------- |
| 대한민국 음반 (써클) | 31        |

## 판매량
| 지역     | 판매량 |
| -------- | ------ |
| 대한민국 | 4,257  |